# Big L
Lamont Coleman (Harlem, 30 de mayo de 1974 - ibidem; 15 de febrero de 1999), conocido por su nombre artístico Big L, fue un rapero estadounidense. Surgido de Harlem, Nueva York en 1992, Big L se hizo conocido entre los fanáticos del Hip hop underground por su habilidad para el Freestyle rap.
Finalmente firmó con Columbia Records, donde, en 1995, lanzó su álbum de estudio debut, «Lifestylez ov da Poor & Dangerous». El 15 de febrero de 1999, recibió nueve disparos mortales en un tiroteo desde un vehículo en Harlem.
Big L se destacó por su uso de juegos de palabras, y los escritores de AllMusic, HipHopDX y The Source lo han elogiado por su habilidad lírica. Henry Adaso lo describió como «uno de los poetas más talentosos de la historia del hip-hop».
En una entrevista con Funkmaster Flex, Nas afirmó que Big L «me asustó hasta la muerte. Cuando escuché [su actuación en el Teatro Apollo, me quedé muerto de miedo. Dije: «Oye, no hay forma de que pueda competir si esto es con lo que tengo que competir».

## Infancia
Lamont Coleman nació en Harlem, Nueva York el 30 de mayo de 1974, era el tercero y más joven hijo de Gilda Terry y Charles Davis. Su padre abandonó la familia mientras que Coleman era un niño. Tenía dos hermanos, Donald y Leroy Phinazee, que eran los hijos de Gilda Terry y el Sr. Phinazee. 
Coleman recibió los apodos "Little L" y "'mont ' mont" cuando era un niño. 
En la edad de 12, Coleman se convirtió en un gran fanático del Hip Hop y comenzó a hacer Freestyling alrededor de su propio vecindario. Fundó un grupo llamado Three the Hard Way en 1990, pero rápidamente se desapareció debido a la falta de entusiasmo. 
L creó un grupo con "Doc Reem" y "Rodney". No se realizó ningún álbum de estudio, y después Rodney se fue, el grupo se llamó Two Hard Motherfuckers. Durante ese tiempo, cambio su A.K.A de "Mont-Mont" a "BIG L" ya que el anterior A.K.A.(Mont-Mont) causaba vergüenza en Lamont al estar frente a chicas. 
En el verano de 1990, Coleman conoció a Lord Finesse en una firma de autógrafos (muy posiblemente copias de su Funky Technician) en una tienda de discos llamada Rock N’ Will Records, ahí Big L lo convenció de escuchar un freestyle, y si no le gustaba no lo molestaría más. A Finesse le gustó y ambos intercambiaron números para mantenerse en contacto.  
Ya con la vista de Lord Finesse puesta en él, formó Children of the Corn (Los Chicos del Maíz, en español) junto a Digga, Herb McGruff, Bloodshed, Mase Murda (Ma$e) y Killa Kam (Cam’Ron). Estos dos últimos podrían haber tenido futuro profesional en el baloncesto, pero siguieron el camino del juego del rap gracias, en parte, a Big L. (El grupo se disolvería tras la muerte de dos componentes: Big L y Bloodshed.)

## Carrera profesional

### 1990 - 1994: Los Principios
Coleman comenzó a escribir letras en 1990. 
En 1991, fundó el grupo de rap de Harlem Children Of The Corn (COC) con Killa Cam, Murda Mase y Bloodshed. El 11 de febrero, Coleman apareció en Yo! MTV Raps(con tan solo 16 años) con Lord Finesse para ayudar a promover el álbum de estudio de Finesse: Return of the Funky Man. La primera aparición de Coleman fue en "Yes You May (Remix)" y en el B-side de "Party Over Here" (1992) de Lord Finesse, y su tercera aparición en el álbum "Represent" en Showbiz & A. G. Runaway Slave (1992). En ese mismo año, ganó una batalla freestyle aficionada, que consistió en unos 2000 participantes y sostenido por producciones Nubian.
En 1993, Coleman firmó con Columbia Records. Durante este tiempo, L se unió a un grupo formado por raperos del bronx de Lord Finesse: Diggin' in the Crates Crew (D.I.T.C) que consistió en Lord Finesse, Diamond D, O. C. , Fat Joe, Buckwild, Showbiz y A. G. Sometime. 
En 1993, L publicó su primer sencillo promocional, "Devil's Son" y afirmó que fue el primer horrorcore. Dijo que escribió la canción porque: "siempre he sido un fan de las películas de horror, además de las cosas que veo en Harlem son muy fuertes. Tan sólo lo puse todos juntos en una rima". En 1994, lanzó su segundo single promocional "Clinic". El 11 de julio de 1994, Coleman publicó la edición de radio de "Put It On", y tres meses más tarde el video fue lanzado. En 1995, el video para el sencillo "No Endz, No Skinz" debutó, fue dirigida por Brian Luvar. 

### 1995 - 1999: Lifestylez ov da Poor & Dangerous
Su álbum debut, Lifestylez ov da Poor & Dangerous, fue lanzado en marzo de 1995. El álbum debutó en el número 149 en el Billboard 200 y 22 en Top R&B\/Hip-Hop Albums. Lifestylez ha vendido más de 200.000 copias hasta el 2000. Tres singles fueron liberados del álbum; los dos primeros, "Put It On" y "M.V.P", alcanzaron el puesto 25 del Billboard Hot Rap Tracks y el tercero "No Endz, No Skinz" no entró en la lista. Aunque el álbum recibió una calificación de tres estrellas de Allmusic.
En 1996, Coleman se fue de Columbia principalmente debido al conflicto existente entre el estilo rap de Coleman y la producción de Columbia. Afirmó "Yo estuve allí con un grupo de desconocidos que no entendían realmente mi música". 
En 1997, comenzó a trabajar en su segundo álbum de estudio, The Big Picture. 
C.O.C acabó cuando Bloodshed murió en un accidente de coche el 2 de marzo de 1997. D.I.T.C apareció en una edición de julio de la revista On The Go Magazine. 
Coleman apareció en el sencillo de O.C "Dangerous" para el segundo álbum de O. C: Jewelz. 
En 1998, Coleman formó su propio sello independiente, Flamboyant Entertainment. Lanzó el sencillo "Ebonics" en 1998. La canción se basó en el "idioma" que utilizaban los afroamericanos por aquel entonces, y The Source dijo que era uno de los mejores cinco singles independientes del año. D.I.T.C lanzó su primer single, "Dignified Soldiers", ese mismo año. 
Coleman captó la atención de Damon Dash, el CEO de Roc-A-Fella Records, después del lanzamiento de "Ebonics". El 8 de febrero de 1999, Coleman, Herb McGruff, C-Town y Jay-Z iniciaron el proceso para cantar en Roc-A-Fella Records.

## Asesinato
Big L fue asesinado a las 8:30 p. m. en la noche del lunes, 15 de febrero de 1999 en frente de la calle 45 139th West Harlem, Nueva York. Big L salió de su casa en el barrio neoyorquino de Harlem. Poco después, fue abatido a tiros por un asaltante que, a día de hoy, no se ha podido identificar. El cuerpo sin vida de Lamont fue encontrado fuera del Delano Housing project, que era sólo una cuadra del parque donde aprendió a rimar y rapear. Tampoco se conocen con certeza las razones de este asesinato, aunque se especula con la posibilidad de que fuera un ajuste de cuentas relacionado con uno de los hermanos de L, que en esos momentos cumplía condena en prisión. Big L murió dejando apenas un álbum publicado en vida: ‘Lifestylez Ov Da Poor & Dangerous’ (1995). Su muerte ha sido comparada con la de otros dos grandes raperos de EE.UU; The Notorious B.I.G y Tupac Shakur, que también han muerto asesinados. 

### Caso de asesinato
Gerard Woodley, 29, fue arrestado por el asesinato, pero fue liberado por falta de evidencias. Woodley fue detenido por cargos de asesinato en 1990 y 1996, pero no condenado. Él es el único sospechoso en el caso de Big L, que la policía considera ahora cerrado. Woodley, que vivió en Harlem en el momento de los disparos, también es buscado por una orden federal por tráfico de drogas.
Él debía ser instruido de cargos "en cualquier momento" en la Corte Criminal de Manhattan.

El tirador era uno a quien Lamont Coleman había conocido desde que era un niño. Nueve balas en la cabeza y en el pecho acabaron con la vida de un hombre cuya vida de trabajo estaba a días de ser premiado. Gerard Woodley de Brooklyn, un hombre que una vez que se sentó junto a los hermanos Lamont, Leroy, y Donald para comer, un hombre que fue invitado abiertamente en la casa de Terry, disparó a L varias veces en el pecho para asegurarse de su muerte, entonces, para asegurar que no habría funeral con el ataúd abierto, le disparó en la cara. La naturaleza despiadada y violenta de este crimen sorprendió a los habitantes de una ciudad en donde el asesinato es una ocurrencia común. Woodley, quien tenía 29 años en el momento del asesinato ya había sido detenido a principios de ese año con Donald Phinazee, y se enfrentó a cargos federales de drogas para el tráfico de cocaína. Woodley fue detenido sin fianza por el asesinato de Lamont Coleman, pero de acuerdo con Dan M. Por el contrario, asistente del fiscal de distrito, que no pudo ser arrestado porque no había pruebas suficientes, sin embargo, la investigación no permanece abierta. Gerard Woodley no está donde debe estar, en este momento está libre, y probablemente seguirá siendo así. Sirvió una breve frase en la época de asesinato Lamont Coleman para un cargo no relacionado de un cargo de distribución y posesión con intención de distribuír cocaína.

## Discografía

### Álbumes de estudio
- Lifestylez ov da Poor & Dangerous (1995)
- The Big Picture (2000)
- 139 & Lenox (2010)
- Return Of The Devil's Son (2010)
- The Danger Zone (2011)

### Álbumes Colaborativos
- Children of the Corn: Collector’s Edition (2003)
- In Memory Of... V2 (2008)
- Night Of The Living Dead Part III (2010)

### Compilaciones
- Live from Amsterdam (2000)
- Harlem's Finest -A Freestyle History- (2001)
- The Archives 1996-2000 (2006)
- Harlem's Greatest (2009)
- L Corleone (2012)

### EPs
- Rare Tracks (EP) (2008)
- Devil's Son EP (From The Vaults) (2017)
- Big L Classics (2019)